# Will Herring
William Ronald Herring (Opelika, 28 agosto 1983) è un ex giocatore di football americano statunitense che ha militato nel ruolo di linebacker nella National Football League.

## Carriera

### Seattle Seahawks
Al college Herring giocò a football ad Auburn. Fu selezionato dai Seattle Seahawks nel corso del quinto giro (161º assoluto) del Draft NFL 2007. Vi giocò fino al 2010, con un ruolo importante negli special team e come linebacker di riserva.

### New Orleans Saints
Dopo la stagione 2010, Herring firmò con i New Orleans Saints, giocando non solo negli special team come a Seattle, ma vedendo aumentare il minutaggio come linebacker. Fu svincolato il 12 marzo 2013 ma rifirmò nove giorni dopo.

### St. Louis Rams
Il 13 marzo 2014 Herring firmò un contratto di un anno con i Dallas Cowboys ma l'accordo fu annullato il giorno dopo. Il 7 ottobre 2014 firmò con i St. Louis Rams con cui passò l'ultima stagione da professionista.